# Casino Venier

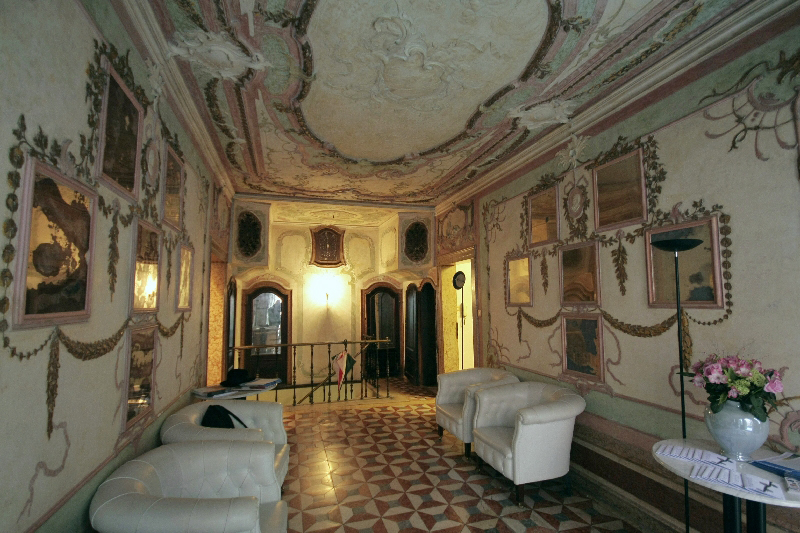
Zentraler Salon des Casino Venier

Casino Venier ist ein Palast in Venedig in der italienischen Region Venetien. Er liegt im Sestiere San Marco mit Blick auf den Rio dei Bareteri in den Mercerie auf halbem Wege zwischen der Rialtobrücke und dem Markusplatz.

## Casinos in Venedig
Der Ursprung des Wortes „Casino“ (dt.: kleines Haus) oder „Ridotto“ (von dt.: reduzieren) liefert eine Vorstellung davon, was diese Orte waren: Kleine Gebäude, aber heimelig und intim, wo man sich nach dem Theater mit Freunden trifft. Die Casinos waren bis zum 16. Jahrhundert zahlreich in Venedig, aber erst im 18. Jahrhundert wurden diese Treffpunkte zu einem vollen Erfolg: 1744 gab es 118 davon, fast alle in der Nähe des Markusplatzes. Es waren Orte des gemeinsamen Treffens, des Spaßes und manchmal der Ausschweifungen, sogar echte literarische Salons: Man gab sich dem Glücksspiel hin, tanzte, machte galante Begegnungen, sprach aber auch über das Theater und über die neuartige Philosophie, die aus Frankreich nach Italien kam.

## Beschreibung
In architektonischer und dekorativer Hinsicht ist das Casino Venier eines der charakteristischsten. Es war ein „Ridotto“ für das Spiel und die Konversation, das dem Procurator Venier gehörte, aber von seiner Gattin, Elena Priuli, einer gebildeten und raffinierten Adligen, genutzt wurde. Es befand sich in der Nähe des Ponte dei Bareteri über dem Portal zum Wasser im Zwischengeschoss eines eher unscheinbaren Gebäudes. Nur das Innere zeigt all seinen Reichtum.
Die Anordnung der Zimmer wiederholt im Kleinen die Typologie der venezianischen Paläste mit einem Salon in der Mitte, um den symmetrisch die anderen Räume angeordnet sind. Im zweiten Raum von rechts gibt es einen Liagò, einen kleinen Balkon mit dem Wappen der Veniers in Schmiedeeisen gedeckt, den man unbeobachtet von oben sehen konnte. Die Innendekoration aus den Jahren 1750–1760 ist bis in unsere Tage intakt mit originalen Fußböden aus verbundenen Marmorplatten erhalten. Original sind auch die Stuckarbeiten und die Fresken, die Spiegel und die Kamine, die Türen in edlem Palisanderholz und die Türgriffe und Schlösser in Bronze. Versteckt im Marmorboden des Eingangssaales erlaubt ein kleiner Türspion die Überwachung der Eintretenden: ein optimales Instrument zum Schutz der Intimität dieses Ortes. Hinter der Eingangstreppe gibt es einen kleinen Raum, der mit schmiedeeisernen Gittern und vergoldetem Holz ausgestattet ist. Es handelt sich vermutlich um das Musikzimmer, das, versteckt, auf die Gäste wartete und dessen Musik man durch die Gitter hörte. Vermutlich dienten die Gitter auch des Ausspionieren dessen, was in dem Zimmer passierte.

## Restaurierung
Das Innere des Casino Venier benötigte viele Konsolidierungs- und Reinigungsarbeiten, die dank des Engagements des Comité Français pour la Sauvegarde de Venise möglich wurden, weil diese Organisation in den 1980er-Jahren die Restaurierungsarbeiten finanziert hat. Zu danken ist auch der UNESCO, deren Beitrag es erlaubte, die Fresken 1992 wieder ans Licht zu bringen.
Seit 1987 ist das Casino Venier Sitz der italienisch-französischen Kulturgesellschaft Alliance Française.